# Linia G metra w Nowym Jorku

Mapa linii

Linia G – linia metra nowojorskiego. Jest oznaczona kolorem zielonym na znakach stacji, znakach trasy oraz na oficjalnych mapach metra. Jest to jedyna linia, która nie przebiega przez Manhattan. Na części swojego przebiegu nosi nazwę IND Crosstown Line.
Linia G kursuje między Court Square w Long Island City i Church Avenue w Kensington. Obsługuje tylko 2 stacje w Queens.